# Mortillery
Mortillery – kanadyjska grupa muzyczna grająca thrash metal, założona w 2008 roku w Edmonton.
Zespół wydał jeden EP, Mortillery oraz 3 albumy, Murder Death Kill, Origin of Extinction oraz Shapeshifter.

## Członkowie zespołu

### Obecni członkowie
- Miranda Wolfe - gitara basowa (od 2008)
- Alex Gutierrez - gitara elektryczna (od 2008)
- Cara McCutchen - śpiew (od 2008)
- Kevin Gaudet - perkusja (od 2010)
- Kent Quinlan - gitara elektryczna (od 2013)

### Byli członkowie
- "Max" Emily Smits - perkusja (2008-2010)
- James Guiltner - gitara elektryczna (2008-2010)
- Alex Scott - gitara elektryczna (2010-2013)

## Dyskografia

### Albumy studyjne
- Murder Death Kill (2011)
- Origin of Extinction (2013)
- Shapeshifter (2016)

### EP
- Mortillery (2010)